# Ai qing he yue
Ai qing he yue (caratteri cinesi: 愛情合約; titolo internazionale Love Contract) è una serie televisiva romantica taiwanese, andata in onda sulla rete televisiva TVBS-G nell'estate del 2004.

## Trama
Xiao Feng è un maschiaccio capitano del club di kendo del suo college, ma dietro al suo carattere scontroso, la ragazza nasconde la paura per il proprio passato e il desiderio di trovare l'amore. Quando Xiao Feng lo dice ai suoi amici, questi organizzano uno scherzo chiamato "contratto d'amore": in cambio di aiuto per trovare nuovi membri della squadra di nuoto, il capitano di quest'ultima, Ah Ken, deve corteggiare Xiao Feng.

## Personaggi
- Cheng Xiao Feng, interpretata da Ariel Lin.
21 anni. Capitano del club di kendō dell'università, Xiao Feng è una ragazza schietta e talvolta un po' rude, anche con i suoi amici. Si diverte a punzecchiare ed infastidire le persone, tuttavia non la fa per cattiveria ma perché vuole evitare che qualcuno si innamori di lei. È invece lei che, seppur odiandolo inizialmente, trova il proprio amore in Ah Ken, sebbene continui a negarlo.
- Liu Jian Dong (Ah Ken), interpretato da Mike He.
22 anni. Capitano della squadra di nuoto e suo unico membro, Ah Ken è schietto come Xiao Feng e per questo le loro personalità talvolta si scontrano, tuttavia il ragazzo è anche molto premuroso. Si innamora di Xiao Feng dopo aver passato del tempo con lei, sebbene per metà del tempo della storia neghi i suoi sentimenti. Ama molto sua madre, ma odia suo padre poiché ha abbandonato la sua famiglia quando Ah Ken era piccolo. Durante tutta la serie, vediamo il ragazzo che tenta di reclutare nuovi membri per la sua squadra di nuoto, alla quale nessuno vuole partecipare a causa della sua durezza come allenatore. Dagli altri studenti viene chiamato "Mostro del Mare".
- Zhang Rui Jia interpreta Ah Kai
- Lai Zhi Wei interpreta Xiao Bai
- Zhong Xin Yu interpreta Xin Lei
- Lin Yi Hong interpreta Mu Tou
- Phyllis Quek interpreta Xiao Yun
- Yan Pei Ting interpreta Xiao Xiao
- Mary Hsu interpreta Doris
- Yi Zhe Li interpreta Mei Li
- Toyoharu Kitamura interpreta Gan Jiu
- Zheng Jie interpreta Cheng Bao Tai
- Li Feng Hua interpreta Cheng Xiu Ying
- Jin Gang interpreta Jin Gang
- Liu Han Qiang interpreta Simon
- Rainie Lin interpreta Xiao Yen

## Colonna sonora
- Sigla di apertura: Middle (中间, Zhong Jian) - Fish Leong
- Sigla di chiusura: Lonely Northern Hemisphere (孤單北半球, Gu Dan Bei Ban Qiu) - Ariel Lin